# Berlinale 2005
La Berlinale 2005, 55e édition du festival international du film de Berlin (55. Internationalen Filmfestspiele Berlin), s'est tenue du 10 au 20 février 2005.

## Jury
- Roland Emmerich (Allemagne) - président du jury
- Ingeborga Dapkunaite (Lituanie)
- Ling Bai (Chine)
- Franka Potente (Allemagne)
- Wouter Barendrecht (Pays-Bas)
- Nino Cerruti (Italie)
- Andreï Kourkov (Ukraine)

## Sélections

### Compétition
La sélection officielle en compétition se compose de 22 films.
| Titre                                                                 | Réalisation        | Pays           | Distribution                                                                                 |
| --------------------------------------------------------------------- | ------------------ | -------------- | -------------------------------------------------------------------------------------------- |
| Anklaget                                                              | Jacob Thuesen      | Danemark       | Troels Lyby, Sofie Gråbøl, Paw Henriksen, Louise Mieritz, Søren Malling                      |
| Âge difficile obscur (Thumbsucker)                                    | Mike Mills         | États-Unis     | Lou Taylor Pucci, Tilda Swinton, Vincent D'Onofrio, Keanu Reeves, Kelli Garner, Vince Vaughn |
| Asylum                                                                | David Mackenzie    | Royaume-Uni    | Natasha Richardson, Ian McKellen, Marton Csokas, Hugh Bonneville, Sean Harris                |
| Carmen de Khayelitsha (U-Carmen e-Khayelitsha)                        | Mark Dornford-May  | Afrique du Sud | Pauline Malefane, Lungelwa Blou, Andile Tshoni                                               |
| De battre mon cœur s'est arrêté                                       | Jacques Audiard    | France         | Romain Duris, Aure Atika, Niels Arestrup, Emmanuelle Devos, Linh-Dan Pham                    |
| En bonne compagnie (In Good Company)                                  | Paul Weitz         | États-Unis     | Dennis Quaid, Scarlett Johansson, Topher Grace, Clark Gregg, Selma Blair, David Paymer       |
| Être sans destin (Sorstalanság)                                       | Lajos Koltai       | Hongrie        | Marcell Nagy, Áron Dimény, András M. Kecskés, József Gyabronka, Endre Harkányi               |
| Fantômes (Gespenster)                                                 | Christian Petzold  | Allemagne      | Julia Hummer, Sabine Timoteo, Marianne Basler, Aurélien Recoing, Benno Fürmann               |
| Man to Man                                                            | Régis Wargnier     | France         | Joseph Fiennes, Kristin Scott Thomas, Iain Glen, Hugh Bonneville, Flora Montgomery           |
| Les Mots bleus                                                        | Alain Corneau      | France         | Sylvie Testud, Sergi López, Camille Gauthier                                                 |
| One Day in Europe                                                     | Hannes Stöhr       | Allemagne      | Megan Gay, Lyudmila Tsvetkova, Andrey Sokolov, Oleg Assadulin, Vita Saval                    |
| Paon (Kong que)                                                       | Gu Changwei        | Chine          | Zhang Jingchu, Feng Li, Lu Yulai                                                             |
| Paradise Now                                                          | Hany Abu-Assad     | Palestine      | Kais Nashef, Ali Suliman, Lubna Azabal, Hiam Abbass                                          |
| Le Promeneur du Champ-de-Mars                                         | Robert Guédiguian  | France         | Michel Bouquet, Jalil Lespert, Sarah Grappin                                                 |
| Provincia meccanica                                                   | Stefano Mordini    | Italie         | Stefano Accorsi, Valentina Cervi, Ivan Franek, Miro Landoni                                  |
| Quelques jours en avril (Sometimes in April)                          | Raoul Peck         | France         | Idris Elba, Oris Erhuero, Carole Karemera, Debra Winger, Noah Emmerich                       |
| La Saveur de la pastèque (Tian bian yi duo yun)                       | Tsai Ming-liang    | Taïwan         | Lee Kang-sheng, Chen Shiang-chyi                                                             |
| La Servante et le Samouraï (Kakushi ken oni no tsume)                 | Yōji Yamada        | Japon          | Masatoshi Nagase, Takako Matsu, Yukiyoshi Ozawa                                              |
| Le Soleil (Сóлнце, Solntse)                                           | Alexandre Sokourov | Russie         | Issei Ogata, Robert Dawson, Kaori Momoi                                                      |
| Sophie Scholl : Les Derniers Jours (Sophie Scholl - Die letzten Tage) | Marc Rothemund     | Allemagne      | Julia Jentsch, Fabian Hinrichs, Alexander Held                                               |
| Les Temps qui changent                                                | André Téchiné      | France         | Catherine Deneuve, Gérard Depardieu, Gilbert Melki, Malik Zidi, Lubna Azabal                 |
| La Vie aquatique (The Life Aquatic with Steve Zissou)                 | Wes Anderson       | États-Unis     | Bill Murray, Owen Wilson, Cate Blanchett, Willem Dafoe, Jeff Goldblum, Anjelica Huston       |

### Hors compétition
4 films sont présentés hors compétition.
- Hitch, expert en séduction (Hitch) d'Andy Tennant
- Hôtel Rwanda (Hotel Rwanda) de Terry George
- Dr Kinsey (Kinsey) de Bill Condon
- Tickets (Belit hā) d'Abbas Kiarostami, Ermanno Olmi et Ken Loach

## Palmarès
- Ours d'or : Carmen de Khayelitsha (U-Carmen e-Khayelitsha) de Mark Dornford-May (Afrique du sud)
- Ours d'or d'honneur : Im Kwon-taek et Fernando Fernán Gómez
- Ours d'argent (Grand prix du jury) : Paon (Kong que) de Gu Changwei
- Ours d'argent du meilleur acteur :  Lou Taylor Pucci pour Âge difficile obscur
- Ours d'argent de la meilleure actrice : Julia Jentsch pour Sophie Scholl : Les Derniers Jours (Sophie Scholl - Die letzten Tage)
- Ours d'argent du meilleur réalisateur : Marc Rothemund pour Sophie Scholl : Les Derniers Jours (Sophie Scholl - Die letzten Tage)
- Ours d'argent de la meilleure musique de film : Alexandre Desplat pour De battre mon cœur s'est arrêté

- Caméra de la Berlinale : Shōchiku, Daniel Day-Lewis, Katrin Sass et Helene Schwarz